# DHK Latgale
Der DHK Latgale war ein lettischer Eishockeyclub aus Daugavpils, der in der lettischen Eishockeyliga und somit der höchsten lettischen Profiklasse spielte.
Der Verein wurde 2000 gegründet und trug seine Heimspiele in der heimischen Daugavpils ledus halle aus und nahm ab 2005 an der lettischen Eishockeyliga teil. In der Saison 2008/09 nahm der Verein zudem an der offenen belarussischen Meisterschaft, der Extraliga, teil und belegte den 13. Platz. Aus finanziellen Gründen zog sich der Verein jedoch nach der Saison aus dieser Liga zurück und spielte anschließend ausschließlich in der lettischen Liga.
2012 wurde der Spielbetrieb der Herrenmannschaft eingestellt.

## Platzierungen

### Lettische Eishockeyliga
- 2005/06: 3. Platz
- 2006/07: 5. Platz
- 2007/08: 4. Platz
- 2008/09: 3. Platz
- 2009/10: 5. Platz
- 2010/11: 3. Platz
- 2011/12: 9. Platz

### Belarussische Extraliga
- 2008/09: 13. Platz

### Lettischer Pokal
- 2007 – Halbfinale
- 2008 – 3. Platz